# 托纳克 (多尔多涅省)
托纳克（法語：Thonac，法語發音：[tɔnak]）是法国多尔多涅省的一个市镇，位于该省东部略偏南，属于萨拉拉卡内达区。

## 地理
托纳克（45°1'20"N, 1°7'2"E）面积11.62 平方千米，位于法国新阿基坦大区多爾多涅省，该省份为法国西南部内陆省份，是法國本土面积第三大的省，大致对应佩里戈尔地区，北起顺时针与夏朗德省、上维埃纳省、科雷兹省、洛特省、洛特-加龙省、吉倫特省和滨海夏朗德省接壤。
与托纳克接壤的市镇（或旧市镇、城区）包括：方拉克、韦泽尔河畔圣莱昂、蒙蒂尼亚克-拉斯科、瓦洛茹、塞尔雅克。

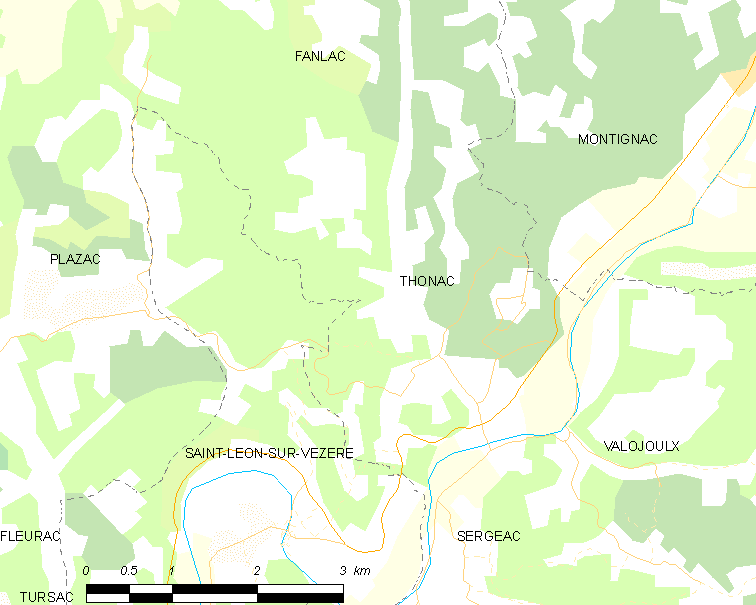
的OSM定位图

托纳克的时区为UTC+01:00、UTC+02:00（夏令时）。

## 行政
托纳克的邮政编码为24290，INSEE市镇编码为24552。

## 政治
托纳克所属的省级选区为人谷县。

## 人口

1962-2008年间人口变化图示

托纳克于2022年1月1日时的人口数量为268人。